# Ctenotus calurus
Ctenotus calurus är en ödleart som beskrevs av  Storr 1969. Ctenotus calurus ingår i släktet Ctenotus och familjen skinkar. Inga underarter finns listade i Catalogue of Life.